# 部省合建
部省（区）合建是中国高等学校的一种特殊教育生态模式，即教育部与相关省、直辖市、自治区人民政府共建的高等院校。2018年2月，中华人民共和国教育部在北京召开支持和提升中西部高等教育发展座谈会，部署启动部省合建工作。会议强调，要通过部省合建这一新的机制和模式，在尚无教育部直属高校的省份，按“一省一校”原则，重点支持河北大学、山西大学、内蒙古大学、南昌大学、郑州大学、广西大学、海南大学、贵州大学、云南大学、西藏大学、青海大学、宁夏大学、新疆大学、石河子大学等14所高校建设，这些学校均曾入选“中西部高校综合实力提升工程”。教育部将会同有关部门，参照教育部直属高校模式，对合建高校的发展予以指导支持，在学科专业建设、科学研究、师资队伍建设、考核评价、对外交流合作等方面与直属高校同等对待。